# Gitte Seeberg
Gitte Seeberg (født 25. juni 1960 i København) er tidligere politiker og tidligere generalsekretær for WWF Verdensnaturfonden. Gitte Seeberg er cand.jur. og var medlem af Folketinget fra 1994 til 2008.
Oprindeligt repræsenterede hun Det Konservative Folkeparti i Folketinget 1994-2004 og i Europa-Parlamentet 2004-2007. 7. maj 2007 var hun blandt stifterne af Ny Alliance sammen med Naser Khader og Anders Samuelsen og blev indvalgt i Folketinget for partiet ved valget i 2007. Hun forlod partiet den 29. januar 2008 og blev løsgænger, indtil det den 8. juli 2008 blev bekendtgjort, at hun skulle være generalsekretær for WWF. Siden juni 2016 har hun været administrerende direktør for AutoBranchen Danmark - brancheorganisation for bilforhandlere, værksteder og autolakerere. 

## Biografi fra Folketingets hjemmeside
Det Konservative Folkeparti – Folketingsmedlem for Københavns Amtskreds fra 21. sept. 1994 og for Roskilde Amtskreds 11. marts 1998-30. juni 2004.
Cand.jur. fra Københavns Universitet 1986.
Advokatfuldmægtig 1986-89. Erhvervsejendomsmægler fra 1989. Samme år påbegyndt selvstændig advokatvirksomhed.
Skattepolitisk ordfører fra 1995, finanspolitisk ordfører fra 1998 og udenrigspolitisk ordfører fra nov. 2001. Næstformand for den konservative folketingsgruppe fra 2001.
Partiets kandidat i Frederiksværkkredsen 1994-95, i Køgekredsen fra 1995.
Tidligere medlem af VL-gruppe 67.

### Bruddet med Konservative
Igennem længere tid havde Gitte Seeberg været en af de konservative, som udtalte sig kritisk overfor Dansk Folkepartis store indflydelse i dansk politik. Dette var ifølge hende selv medvirkende årsag til, at hun den 7. maj 2007 forlod det Konservative Folkeparti og dannede Ny Alliance sammen med Naser Khader og Anders Samuelsen, hvilket hun opsummerede i sætningen "nok er nok".

### Bruddet med Ny Alliance
Efter uenigheder om Ny Alliances politiske profil forlod Gitte Seeberg partiet 29. januar 2008. Hun var utilfreds med partiets beslutning om ikke at gå imod regeringen og Dansk Folkepartis aftale på asylområdet og udtalte efterfølgende, at partiet ikke var hendes projekt mere. Seebergs udmelding fik flere andre til at forlade partiet, blandt andre spidskandidaten for Københavns Omegns Storkreds, René la Cour Sell, og flere lokalformænd.